# Cyrtauchenius longipalpus
Cyrtauchenius longipalpus är en spindelart som först beskrevs av Denis 1945.  Cyrtauchenius longipalpus ingår i släktet Cyrtauchenius och familjen Cyrtaucheniidae.
Artens utbredningsområde är Algeriet. Inga underarter finns listade i Catalogue of Life.